# バスカード (岩手県交通・岩手県北自動車)

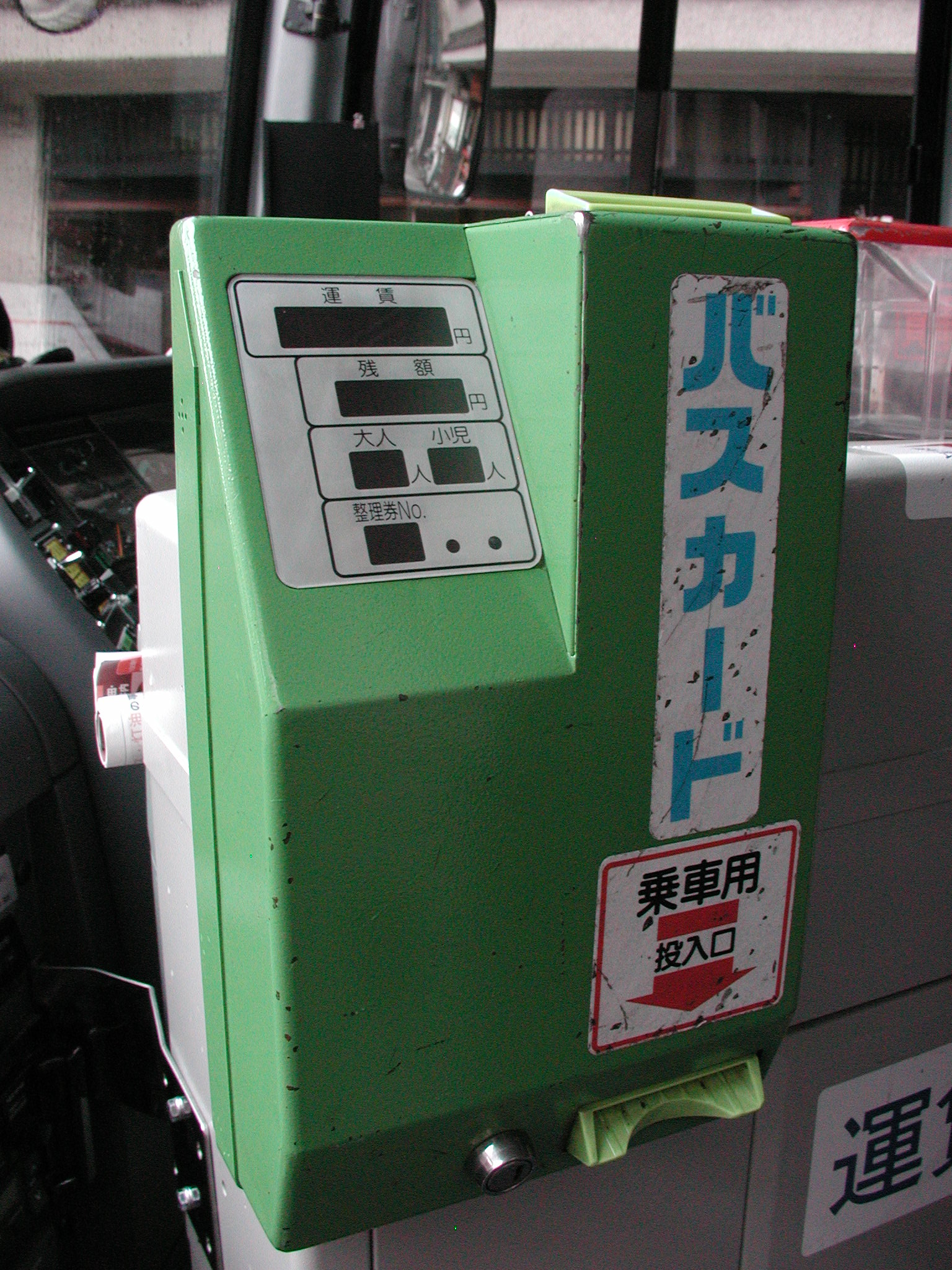
岩手県北自動車のバスに搭載されていた乗降兼用カードリーダー。このタイプでは、乗車時と降車時でカード挿入口と排出口が逆になっていた。

本項目では、岩手県交通（県交通）・岩手県北自動車（県北バス）が発行するバスカードについて解説する。

## 概説
磁気式乗車カード（バスカード）で、制度上は回数乗車券の位置付けである。種類は普通カード、通学カード、買物カードの3種類あった。
かつては岩手県交通・県北バス共通バスカードとして発売され、県交通・県北バスの間で共通利用が可能であった。2008年10月31日収支改善および原油高騰等を理由に通学カード、買物カードが販売を終了した。両社の経営環境の変化のため、2010年3月31日をもって共通利用を終了した。カードの共通乗車にあたっては1年ごとの契約としており、2009年9月までの期限後、契約更新について協議が行われたものの、継続は困難と判断されたことによる。2010年4月以降、県交通のカードでは県交通と奥州市営バスのみ、県北バスのカードでは県北バスと岩泉運輸のみでしか利用できなくなった。これに伴い、共通乗車取り扱い終了翌日の2010年4月1日から5月31日までの2か月間、無手数料での払い戻しを実施した。
その後、車両のカード読み取り機器が耐用年数に達してきたことと、製造業者の減少によって修理や代替が困難になってきたことから、ICカード乗車券に切り替えることとなった。2022年、県北バスでは同年2月19日からのICカード乗車券「iGUCA」導入に伴い、同年1月31日をもってバスカードの発売を終了、車内での利用も同年7月31日で終了した。残額については、2023年1月31日まで払い戻しまたは「iGUCA」への移行を取り扱っていた。なお県北バスでは、106急行バスにおいて2020年9月28日よりキャッシュレス決済（Visaのタッチ決済、PayPay、Alipay、LINE Pay、楽天ペイ）も導入されている。
また県交通でも、2021年3月27日よりICカード乗車券「Iwate Green Pass」を導入した。県交通では経営上の理由から全車両の機器を一斉にICカードへ切り替えることはせず、段階的に導入していくこととしている。またICカード対応車両ではバスカードが利用不可であるため、バスカードのみ利用可の車両とICカードのみ利用可の車両が混在する状況になっていたが、2025年2月までに遠野営業所管内を除く全車両がICカード対応となった。また、2024年9月をもって盛岡都市圏管内、2024年12月をもって北上都市圏管内、2025年6月をもって奥州・一関地区では払い戻しを終了した。沿岸地区でも2025年12月をもって払い戻しを終了する予定。
なお、「Iwate Green Pass」と「iGUCA」は、「Suica」機能付きかつ交通系ICカード全国相互利用サービスにも対応しているため、県交通・県北バスの間で相互利用可能である。ただし、サービスや交通ポイントは独自のものとなる。

## 利用可能だった事業者・路線
- IGRいわて銀河鉄道 いわて銀河鉄道線：盛岡駅 - 青山駅

2008年10月1日 - 同年12月20日の間に限り、IGR線の上記各駅相互間において試験的に利用が可能だった。ただし、利用できる時間帯は10:00 - 17:00の間のみ。
- 花巻市街地循環バス「ふくろう号」

バスカード読み取り装置の維持が困難になったため、2018年9月30日で取り扱いを終了した。
- 盛岡都心循環バス「でんでんむし」

バスカード読み取り装置の維持が困難になったため、2019年5月15日で取り扱いを終了した。
- 県北バス

ICカード乗車券「iGUCA」の導入に伴い、2022年7月31日で取り扱いを終了した（前述）。
- 県交通

ICカード乗車券「Iwate Green Pass」の導入に伴い、2025年2月14日まで順次取り扱いを終了した（前述）。

## 払い戻し箇所
- 県交通発行のバスカード
  - 釜石営業所・大船渡営業所[20]

## 過去の販売箇所
- バスカード委託販売所（県交通・県北バス共通）
  - 払い戻し・再発行は、各営業所・案内所・定期券販売所での取り扱い。委託販売店での取扱いは不可。
- 県北バス発行のバスカードは取り扱いを終了している（前述）。
- 2008年4月1日から2010年3月31日までは、いわて銀河鉄道線盛岡駅・青山駅・厨川駅・巣子駅・滝沢駅・渋民駅・好摩駅・いわて沼宮内駅・奥中山高原駅・一戸駅・二戸駅においても販売していた。

## 種類
出典：
| 種別           | 発売額  | 利用額  | 備考                               |
| -------------- | ------- | ------- | ---------------------------------- |
| 普通バスカード | 300円   | 300円   |                                    |
| 普通バスカード | 1,000円 | 1,100円 |                                    |
| 普通バスカード | 3,000円 | 3,300円 |                                    |
| 普通バスカード | 5,000円 | 5,700円 |                                    |
| 通学バスカード | 1,000円 | 1,300円 | 学割が発行できる学校に通学する学生 |
| 通学バスカード | 5,000円 | 6,500円 | 学割が発行できる学校に通学する学生 |
| 買物バスカード | 1,000円 | 1,200円 | 10：00～16：00の乗車時のみ利用可能 |

- 利用可能期間内の再発行・払い戻しの場合は200円の手数料がかかっていた[10][24]。

## 利用方法
基本的には、乗車時と降車時にカードをカードリーダーに通す。車両の仕様により「2リーダー車」（中乗り前降り）と「2ウェイ車」（前乗り前降り）が混在している。読み取り機は裏面に残額が印字されるタイプではない。
- 中扉から乗車、前扉から降車の車両（2リーダー車）：中扉に乗車用カードリーダー、前扉に降車用カードリーダーを設置。
- 前扉から乗降の車両（2ウェイ車）：前扉に乗降兼用カードリーダーを設置。この場合、乗車時と降車時でカード挿入口と排出口が逆になる。

残高不足の場合は「ピピピ」と音が鳴ると同時にカードが機器内に止まるが、その際は別のカードか現金と合わせて支払うことになる。また通学カードを利用の場合には、識別のために残高不足などに係わらず「ピピ」と音が鳴る。